# Araschnia dammeri
Araschnia dammeri är en fjärilsart som beskrevs av Fischer 1932. Araschnia dammeri ingår i släktet Araschnia och familjen praktfjärilar. Inga underarter finns listade i Catalogue of Life.